# 如果不曾爱过你
《如果不曾爱过你》，是根据网络天涯热门小说《宛如聚散的戏》改编的都市情感剧，由于小伟、胡杏儿、岳跃及丁子峻领衔主演，由蓝志伟执导。此剧讲述楚汉良内心渴望需求真爱，参加户外俱乐部时爱上了清华博士佘卿，却几经周折直到身患重病，才得以与爱人相聚的故事。2013年7月17日在北京正式开机。本劇已於2013年9月停拍。

## 剧情简介
楚汉良（于小伟 饰）内心渴望需求真爱，参加户外俱乐部时爱上了清华博士佘卿（胡杏儿 饰），同时得到北京妞坚果的暗恋和北漂演员筱米的情有独钟。楚对待爱情纯真细腻、大胆热情。一直以来追求学业的佘简单完美，报名去西藏支教。筱米不择手段追求楚，坚果放弃国企工作来到楚家做保姆。佘卿远在边疆无法时刻相见，思念让心乱如麻的楚历经艰辛带回佘卿。楚前妻欧阳玫为了达到复婚的目的百般阻挠，大姐二姐为了家庭财产争论不休，筱米贪慕虚荣，坚果不顾一切的追求，所有的人都令二人的情感之路充满坎坷。若干年后，得知真相的楚汉良已是身患重病，唯一的心愿就是心爱的人能够陪伴左右。佘卿最终带着一句“爱他就去找他”的忠告来到其身边。

## 演员
| 演员   | 角色   | 关系/昵称 |
| 于小伟 | 楚汉良 | 35岁，标准高富帅，蓝田地产CEO，含着金钥匙出生的富二代的代表，亦正亦邪，个性桀骜，因家庭背景和良好教育(复旦高材生)而有些俾睨天下的感觉，他强势人格掩饰的正是那一份高处不胜寒的孤单，他逃离自己的社会土壤，来到户外俱乐部，试图寻求一些纯粹的温暖，没有功利，没有尔虞我诈，没有虚情假意。 |
| 胡杏儿 | 佘卿   | 29岁，清华博士后，女中极品，理性而不失感性，攀岩爱好者。在爱情上是一个桀骜不驯的人，她是楚汉良的最爱，也把楚汉良伤得最重，同时受伤的还有她自己。时刻有着理性清醒的头脑，因为爱而拒绝爱，挣扎在理性和爱欲之间。                                                                          |
| 岳 跃  | 筱米   | 北漂演员 |
| 丁子峻 | 杜洋   | 30岁，支教教师，长头发，中等个头，脸瘦瘦的，皮肤黝黑，很结实。在物质世界追求精神乐园的人，活得很纯粹，爱憎分明，一根筋，与佘卿相识后，无视楚汉良的存在而公开追求佘卿，成为楚汉良一生的情敌。                                                                                            |
| 郑希怡 | 欧阳玫 | 30岁，世家女，为挽回楚汉良费尽心机，因嫉妒而激活心魔、疯狂报复楚汉良，被楚汉良忍无可忍之下施加反报复、被诱使患上严重的止咳糖浆依赖症。她把楚汉良身边的一切女人列为假想敌。 |
| 李雯雯 | 坚果   | 22岁，敢爱敢恨、我行我素的北京胡同妞，出身寻常巷陌，皮实得也跟小胡同油条摊子上的老油条一样，喜欢上一个男人就大胆表白，并死磕到底，不惜放弃国企职位到楚汉良家做保姆以接近心上人，甚至爱人杀了人她可以替他顶罪。                                                                          |
| 王 璐  |        | |
| 史力嘉 |        | |